# Тиуб, Тиерно
Тие́рно Тиу́б (фр. Thierno Thioub; род. 1 июня 1998, Тивауан, Тиес) — сенегальский футболист, нападающий клуба «Эрзени Шиджак».

## Клубная карьера
Начинал свою карьеру в клубе «Кайор Фут», представляющим второй дивизион Сенегала. Летом 2016 года перешёл в клуб высшего дивизиона «Гедиавайе», в составе которого стал вице-чемпионом. На следующий год перебрался в «Стад де Мбур». В сезоне 2017/2018 забил 15 голов в 24 играх, став вторым бомбардиром чемпионата Сенегала.
В июле 2018 года находился на просмотре в молодёжной команде московского «Спартака» и принимал участие в товарищеских матчах. 23 августа подписал контракт со «Спартаком» и был заявлен за «Спартак-2» для участия в первенстве ФНЛ. 26 августа дебютировал за «Спартак-2» в матче 8-го тура ФНЛ против «Зенита-2» (3:0) и отметился забитым мячом.
26 октября 2020 года перешёл во французский клуб «По», выступающий в Лиге 2.

## Международная карьера
Вызывался в молодёжную сборную Сенегала (до 23 лет).

## Достижения
«Гедиавайе»
- Серебряный призёр чемпионата Сенегала: 2016/17